# 1861 aux États-Unis
Pour des articles plus généraux, voir Chronologie des États-Unis et 1861.
Chronologie des États-Unis
- 1857
- 1858
- 1859
- 1860
- 1861
- 1862
- 1863
- 1864
- 1865

Cette page concerne des événements d'actualité qui se sont produits durant l'année 1861 du calendrier grégorien aux États-Unis.

Les passages soulignés correspondent aux batailles majeures de la guerre de Sécession.

## Gouvernement
- Président : James Buchanan Démocrate puis Abraham Lincoln Républicain à partir du 4 mars
- Vice-président : John Cabell Breckinridge Démocrate puis Hannibal Hamlin Républicain à partir du 4 mars
- Secrétaire d'État : Jeremiah S. Black puis William Henry Seward à partir du 5 mars
- Chambre des représentants - Président : William Pennington Républicain jusqu'au 4 mars puis Galusha Aaron Grow Républicain à partir du 4 juillet

## Événements

### Janvier

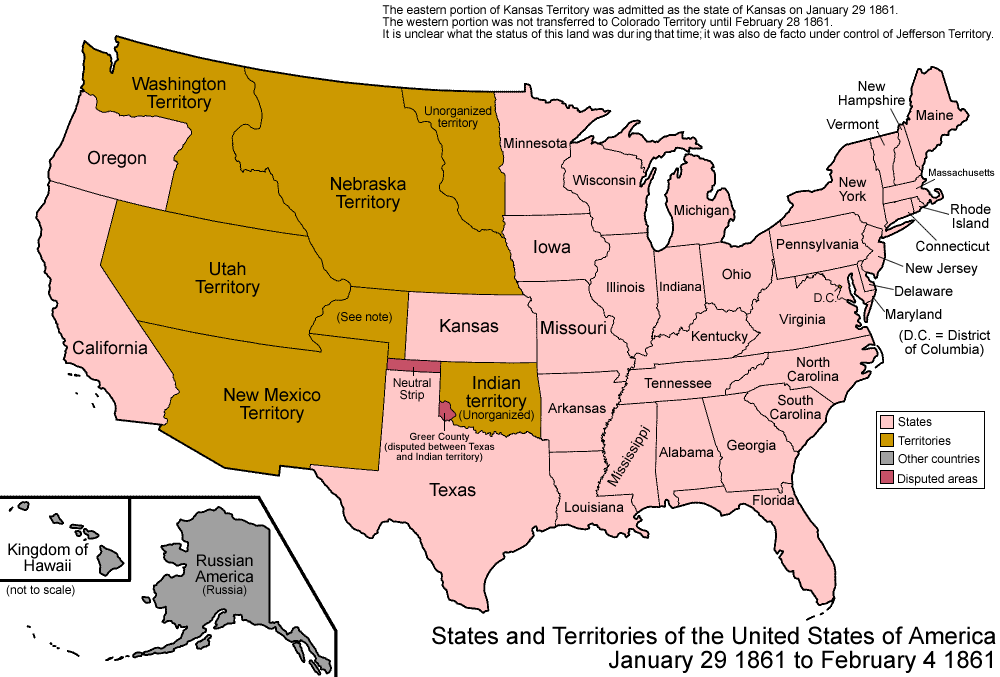
29 janvier - 4 février 1861

- 3 janvier : une résolution parlementaire, dans le Delaware, condamne les intentions de sécession. L'État est très divisé.
- 9 janvier : sécession du Mississippi.
- 10 janvier : sécession de la Floride.
- 11 janvier : sécession de l'Alabama.
- 18 janvier : sécession de la Géorgie.
- 21 janvier : Jefferson Davis démissionne du Sénat des États-Unis.
- 26 janvier : sécession de la Louisiane.
- 29 janvier : l'est du Territoire du Kansas devient le 34e État, le Kansas. Sa partie ouest fut incorporée au Territoire du Colorado le 28 février 1861 ; cependant, entre le moment où le Kansas accède au statut d'État et celui où le Territoire du Colorado est formé, cette région ne semble avoir eu aucun statut officiel[1].

### Février

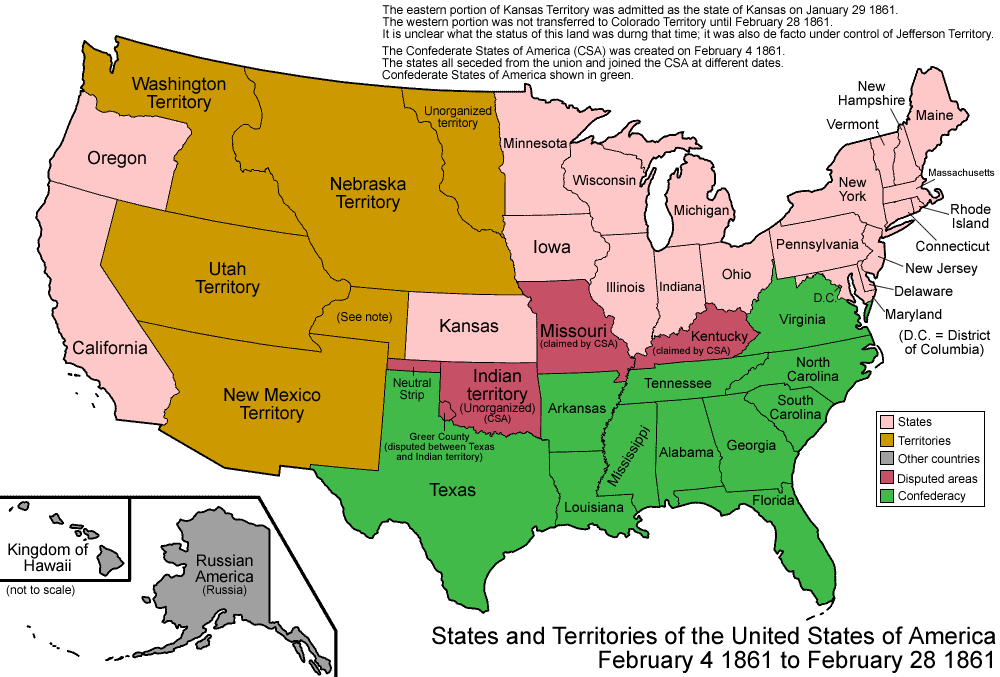
4 - 28 février 1861

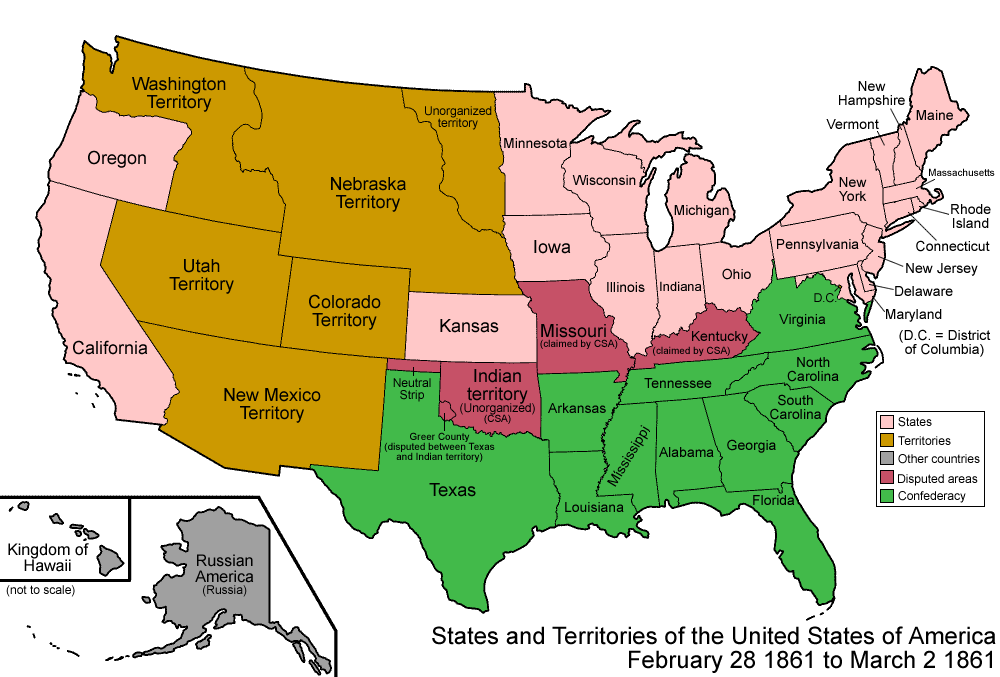
28 février - 2 mars 1861

- 1er février : Le Texas décide de soumettre la sécession à un référendum.
- 4 février : formation des États confédérés d'Amérique. Les États du sud firent préalablement sécession des États-Unis et rejoignirent la Confédération à différentes dates ; pour simplifier la carte, seule la forme finale de la Confédération est ici dessinée. Il y eut des mouvements de rébellion et des gouvernements sécessionnistes dans le Kentucky et le Missouri, et la Confédération obtint le contrôle du Territoire indien.
- 9 février : les États sécessionnistes élisent, à titre intérimaire, Jefferson Davis, président des États confédérés d'Amérique.
- 18 février :
  - Jefferson Davis est intronisé président des États confédérés d'Amérique sur les marches du Capitole de l'État d'Alabama.
  - traité de Fort Wise : six chefs cheyennes du sud et quatre Arapaho signent un traité par lequel ils cèdent la plupart des terres qui leur avaient été concédées par le Traité de Fort Laramie (1851).
- 23 février : 
  - le référendum du Texas décide la sécession.
  - le Président Abraham Lincoln Lincoln arrive secrètement à Washington, D.C., à la suite du supposé complot de Baltimore visant à l’assassiner alors qu’il est en route pour la cérémonie d’investiture.
- 28 février : le Territoire du Colorado est organisé, à partir de zones du Territoire de l'Utah, du Territoire du Nouveau-Mexique et du Territoire du Nebraska, ainsi que du reste du Territoire du Kansas ; il correspond à l'actuel Colorado[1].

### Mars
- 2 mars :

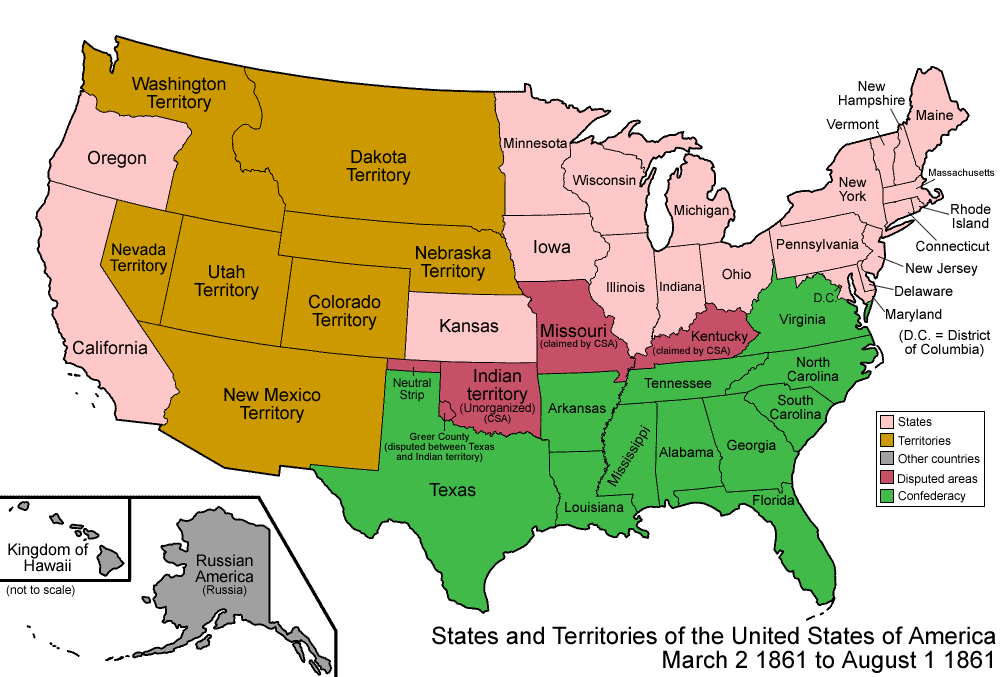
2 mars - 1er août 1861

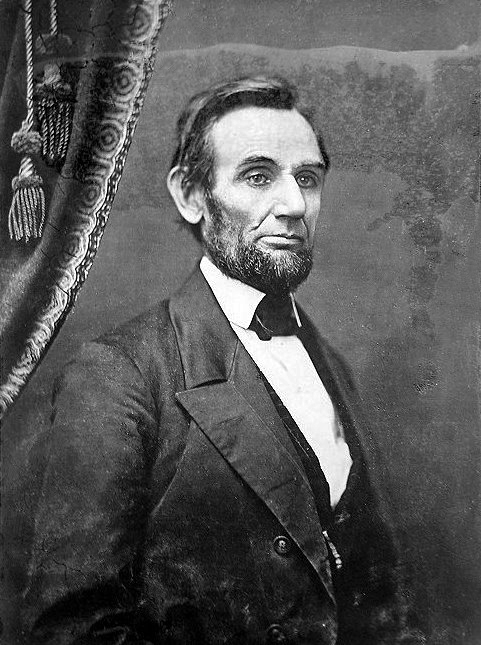
Abraham Lincoln

4 mars : Inauguration du Président Abraham Lincoln. Le Capitole des États-Unis est en construction.

  - le Territoire du Dakota est séparé du Territoire du Nebraska ; il inclut les terres non organisées restantes du Territoire du Minnesota. Le Territoire du Dakota est constitué des actuels Dakota du Nord et Dakota du Sud, ainsi que de la majeure partie du Montana et du nord du Wyoming. Le Territoire du Nebraska est constitué alors du Nebraska et du sud-est du Wyoming[2]. Le Territoire du Nevada est séparé du Territoire de l'Utah; il correspond au nord-ouest de l'actuel Nevada ; la frontière est était fixée au 39e méridien à l'ouest de Washington (district de Columbia)[3].
  - le Congrès propose (par vote aux deux tiers de chaque chambre) un amendement à la Constitution, destiné à garantir aux États qu'ils pourront maintenir l'esclavage.
  - le Texas est admis par les États confédérés d'Amérique.
- 4 mars :
  - Cérémonie d'investiture à Washington D.C. du seizième président des États-Unis, Abraham Lincoln. Son discours inaugural appelle à préserver l'union et la paix.
  - Relèvement du tarif douanier aux États-Unis (Morril Tariff). Le taux moyen des droits de douane sur les importations passe de moins de 19 % en 1860 à 47 % en 1865.
  - Le Stars and Bars est adopté comme drapeau des États confédérés.
- 11 mars : les sept premiers États confédérés adoptent leur constitution.

### Avril

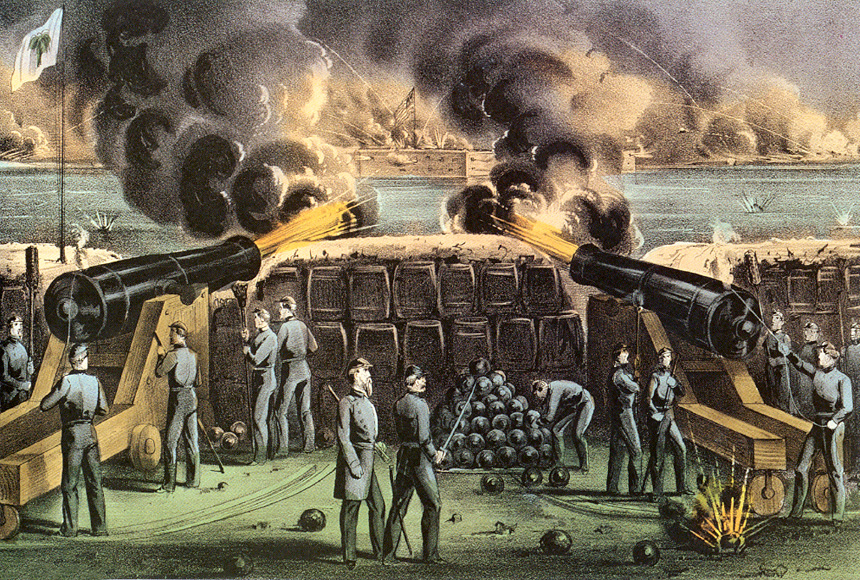
12 avril : Bombardement de Fort Sumter par les confédérés

- 12-13 avril, Guerre civile américaine : victoire des confédérés à la bataille de Fort Sumter. Les combats pour Fort Sumter, à Charleston en Caroline du Sud sont les premiers de la guerre, et mettent fin aux négociations.
- 15 avril : Abraham Lincoln déclare l’état d’insurrection et prévoit la levée d’une armée de 75 000 volontaires pour reprendre Fort Sumter, protéger la capitale, et préserver l'Union.
- 17 avril : la Virginie fait sécession.
- 19 avril : émeute de Baltimore. Des partisans des États confédérés s'opposent à des troupes de l'United States Army. Douze civils et quatre soldats sont tués[4] lors de cette émeute.
- 20 avril, Guerre civile américaine : Robert Lee donne sa démission de l'Armée des États-Unis et retourne en Virginie où, le 23 avril, il prend le commandement des forces armées de Virginie.
- 25 avril : l'Armée de l'Union arrive à Washington.
- 27 avril : Abraham Lincoln suspend l’ordonnance d'habeas corpus.
- 29 avril : le Maryland décide de rester dans l'Union, mais vote une motion en faveur des États Confédérés, et contre la guerre.

### Mai
- 6 mai :
  - Sécession de l'Arkansas.
  - Le Tennessee décide de soumettre la sécession à référendum.
- 8 mai : Richmond (Virginie) devient la capitale des États confédérés.
- 10 mai : émeute de Saint-Louis. À Saint-Louis (Missouri), un groupe en faveur des États confédérés s'empare de 1000 fusils et mousquets. Les forces militaires de l'Union s'opposent à eux ayant pour résultat les décès d'au moins 28 personnes et 100 blessés.
- 13 mai : Victoria du Royaume-Uni publie une "proclamation de neutralité".
- 18 et 19 mai, blocus de l'Union de la baie de Chesapeake. Bataille de Sewell's Point. Dans le comté de Norfolk, la canonnière USS Monticello et un autre bâtiment de la marine nordiste engage un combat d'artillerie avec les batteries confédérées installées à Sewell's Point. L'engagement prend fin sans vainqueur ni vaincu et sans grand dommage pour aucun des belligérants.
- 20 mai :
  - sécession de la Caroline du Nord.
  - le Kentucky proclame sa neutralité dans la guerre civile.
- 23 mai : le référendum de Virginie décide la sécession.
- 24 mai : construction de Fort Corcoran peu après l'occupation du comté d'Arlington par les forces de l'Union.
- 28 mai : le gouverneur de l'État du Kentucky proclame le maintien dans l'Union, et la neutralité dans la guerre.
- 29 mai-1er juin, Blocus de l'Union de la baie de Chesapeake : bataille d'Aquia Creek. Trois canonnières nordistes bombardent les batteries d'artilleries confédérées installées près de l'embouchure de la rivière Aquia.

### Juin
- 3 juin, opérations en Virginie-Occidentale :  victoire de l'Union dans le Comté de Barbour (Virginie-Occidentale) à la bataille de Philippi.
- 8 juin : le référendum du Tennessee décide la sécession.
- 10 juin, blocus de l'Union de la baie de Chesapeake : défaite nordiste à Hampton dans le Comté de York (Virginie) à la bataille de Big Bethel.
- 17 juin, opérations pour le contrôle du Missouri : victoire de l'Union à la bataille de Boonville. Elle établit le contrôle du gouvernement fédéral sur la rivière Missouri, et aide à contrarier les efforts entrepris pour rallier l'État du Missouri à la confédération.
- 19 juin : l'ouest de la Virginie rejoint l'Union.
- 28 juin : fondation de la Central Pacific Rail Road company of California, compagnie chargée de construire le premier chemin de fer transcontinental nord-américain.

### Juillet

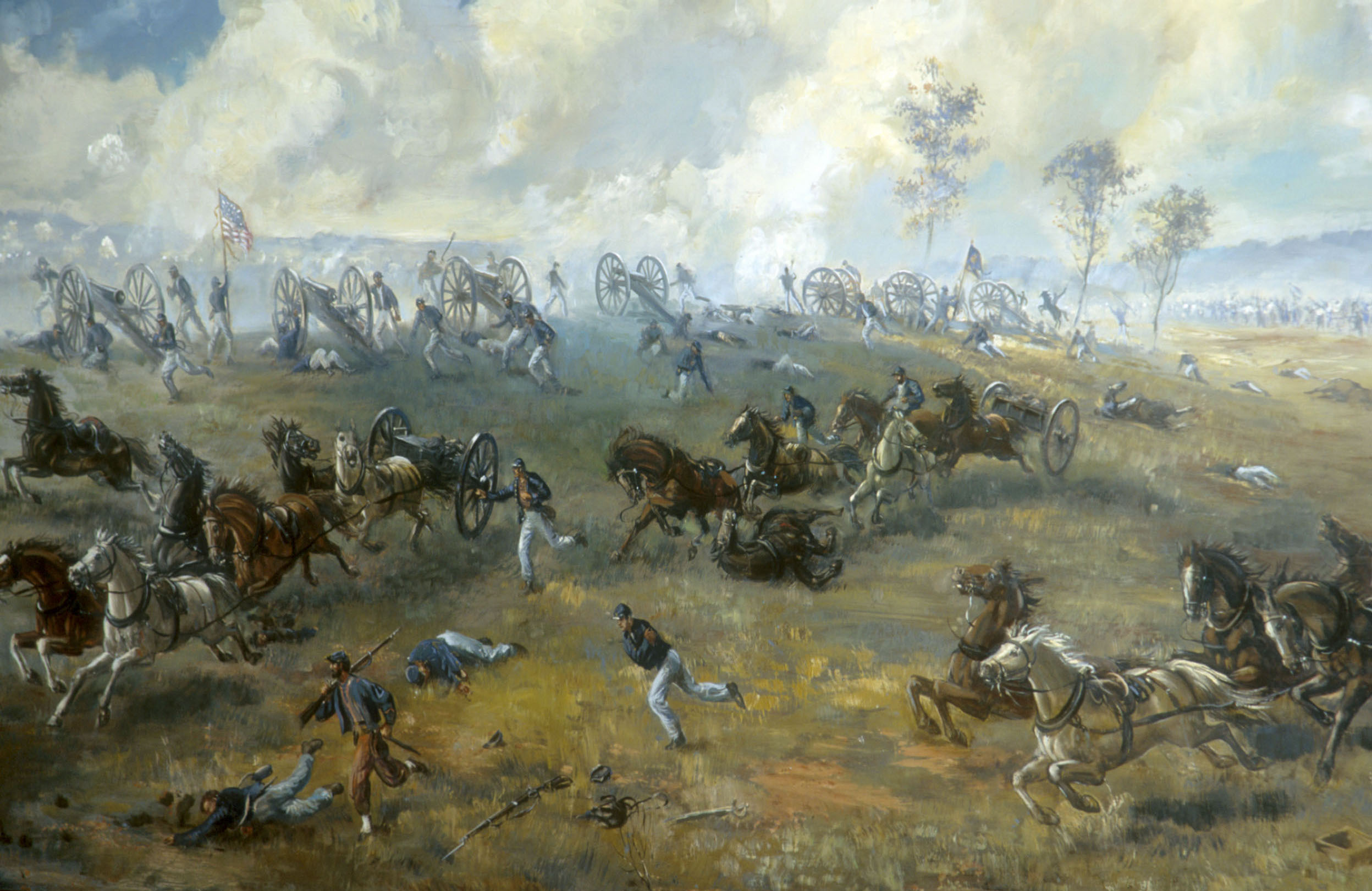
21 juillet : Première bataille de Bull Run

- 2 juillet : victoire de l'Union dans le Comté de Berkeley (Virginie-Occidentale) à la bataille de Hoke's Run.
- 5 juillet, opérations pour le contrôle du Missouri : dans le Comté de Jasper (Missouri), victoire de la garde de l'État du Missouri, (milice de la Confédération), sur l'Union, à la bataille de Carthage.
- 11 juillet, opérations en Virginie-Occidentale : victoire de l'Union dans le Comté de Randolph (Virginie-Occidentale) à la bataille de Rich Mountain.
- 13 juillet, opérations en Virginie-Occidentale : victoire de l'Union dans le Comté de Tucker (Virginie-Occidentale) à la bataille de Corrick's Ford.
- 18 juillet : victoire des confédérés dans le Comté de Prince William et le Comté de Fairfax en Virginie à la bataille de Blackburn's Ford
- 21 juillet : première bataille de Bull Run. Victoire des confédérés dans le Comté de Prince William et le Comté de Fairfax en Virginie qui repoussent une invasion de l'Union de la Virginie. Ils ont l’avantage jusqu’en 1863.
- 25 juillet : le Congrès des États-Unis passe une résolution précisant que la guerre est faite pour préserver l'Union et non pour abolir l'esclavage.

### Août

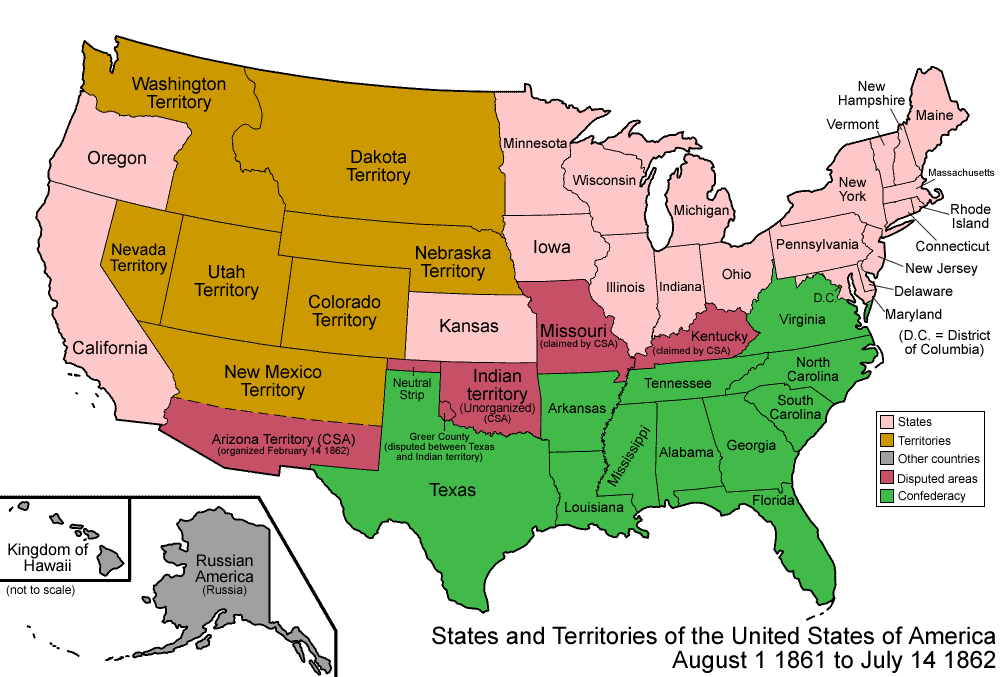
1er août 1861 - 14 juillet 1862

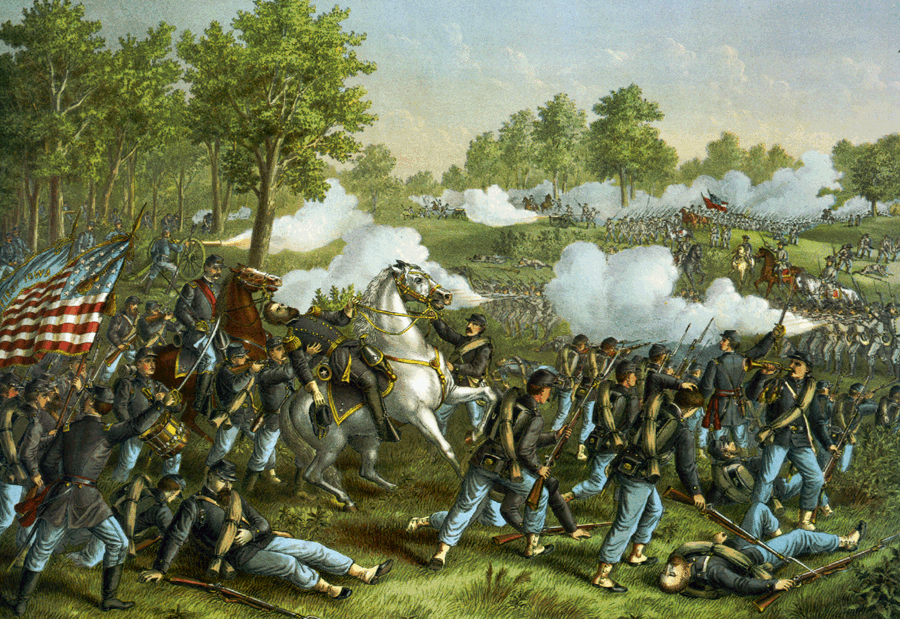
10 août : Bataille de Wilson's Creek par Kurz and Allison.

- Août : le prince de Joinville (troisième fils du roi Louis-Philippe), son fils, le duc de Penthièvre et ses deux neveux, le duc de Chartres (21 ans) et son frère le comte de Paris (23 ans), débarquent en Amérique pour s'engager dans l'armée de l'Union : les deux derniers sont enrôlés avec le grade de capitaine comme aides de camp du général McClellan.
- 1er août : la Confédération établit le Territoire de l'Arizona dans la moitié sud du Territoire du Nouveau-Mexique de l'Union. Il sera organisé le 14 février 1862 et correspond aux moitiés sud des actuels Arizona et Nouveau-Mexique[5].
- 5 août :
  - victoire de l'Union dans le Comté de Clark (Missouri) à la bataille d'Athens.
  - Revenue Act. Loi fiscale créant l'impôt sur le revenu. Il compte deux tranches, une tranche de 3 % sur les revenus supérieur à 600 $/an et une tranches de 5 % sur les revenus supérieur à 10 000 $/an
  - l'Armée des États-Unis abolit la flagellation.
- 10 août, opérations pour le contrôle du Missouri : victoire des Confédérés pour le contrôle du Missouri à la bataille de Wilson's Creek.
- 26 août, opérations en Virginie-Occidentale : victoire des Confédérés dans le Comté de Nicholas (Virginie-Occidentale) à la bataille de Kessler's Cross Lanes.
- 28-29 août : victoire de l'Union sur les Outer Banks de Caroline du Nord,  près de cap Hatteras, à la bataille des Hatteras Inlet Batteries.

### Septembre
- 2 septembre, opérations pour le contrôle du Missouri : victoire des Confédérés dans le comté de Vernon (Missouri) à la bataille de Dry Wood Creek.
- 3 septembre : le Kentucky, qui s'est déclaré neutre, est envahi par le Général confédéré Leonidas Polk, incitant la législature du Kentucky à demander l'aide de l'Union.
- 6 septembre : les forces de l'Union sous le commandement du Général Ulysses S. Grant capturent Paducah (Kentucky), ce qui donne à l'Union le contrôle de l'embouchure de la rivière Tennessee.
- 10 septembre, opérations en Virginie-Occidentale : victoire de l'Union dans le Comté de Nicholas (Virginie-Occidentale) à la bataille de Carnifex Ferry.
- 12-15 septembre, opérations en Virginie-Occidentale : victoire de l'Union à la bataille de Cheat Mountain dans les comtés de Pocahontas et de Randolph (Virginie-Occidentale).
- 13-20 septembre, opérations pour le contrôle du Missouri : victoire des Confédérés à la Première bataille de Lexington.
- 17 septembre, opérations pour le contrôle du Missouri : victoire des Confédérés à la  bataille de Liberty dans le Comté de Clay (Missouri).

28 septembre : les soldats français engagés dans les rangs des forces sudistes sont radiés sur ordre de Napoléon III.

### Octobre

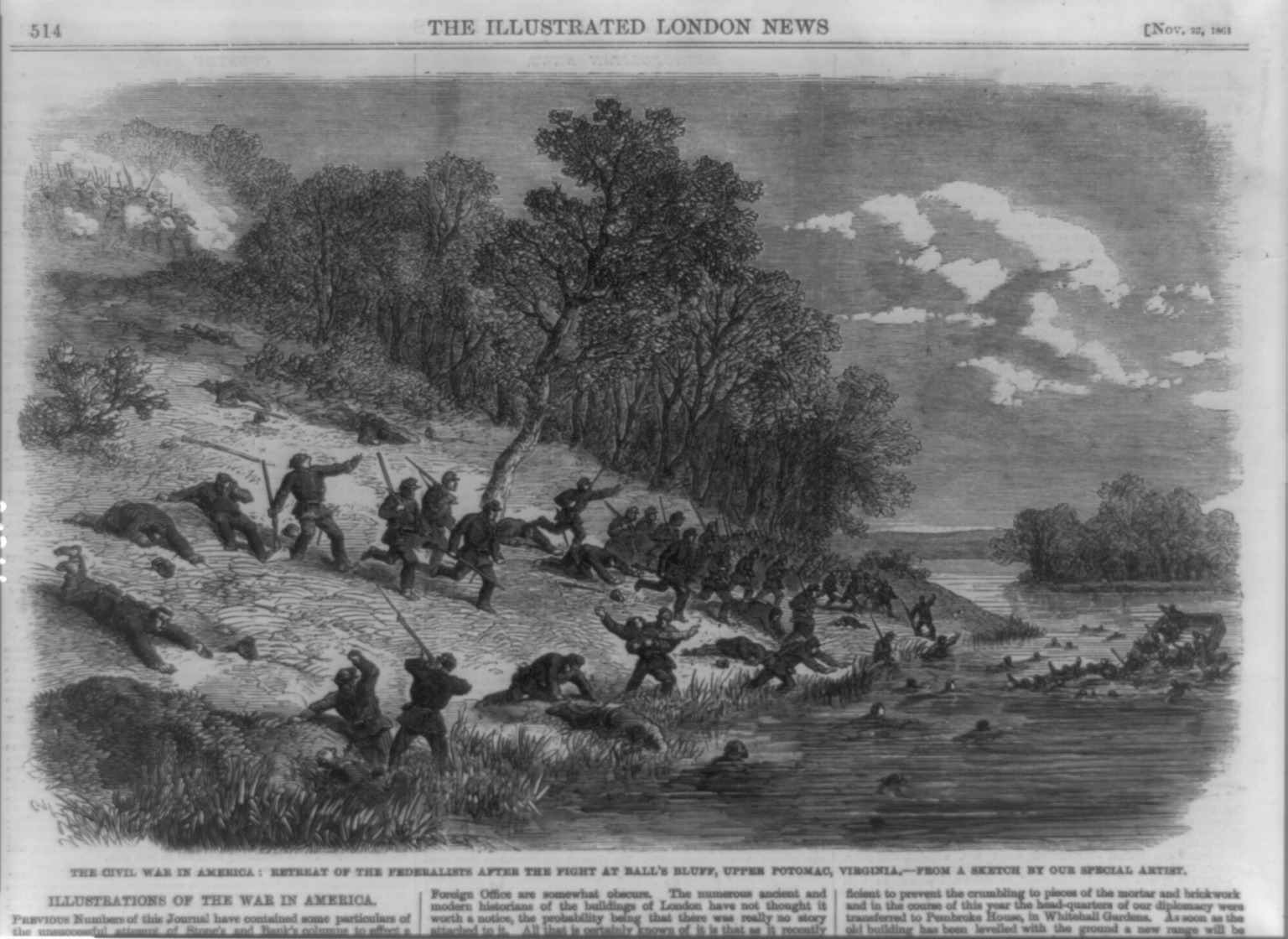
21 octobre : bataille de Ball's Bluff

- 3 octobre, opérations en Virginie-Occidentale : bataille de Greenbrier River, indécise, dans le comté de Pocahontas (Virginie-Occidentale).
- 9 octobre : bataille de Santa Rosa Island. Tentative échouée des troupes confédérées visant à prendre Fort Pickens, tenu par l’Armée de l'Union, sur Santa Rosa Island près de Pensacola en Floride.
- 17-21 octobre, opérations pour le contrôle du Missouri : victoire de l'Union à la bataille de Fredericktown dans le Comté de Madison (Missouri).
- 21 octobre : victoire des Confédérés à la bataille de Ball's Bluff dans le Comté de Loudoun (Virginie).
- 25 octobre, opérations pour le contrôle du Missouri : victoire de l'Union à la première bataille de Springfield dans le comté de Greene (Missouri).
- 26 octobre : la société Pony Express cesse ses activités.
- 31 octobre :  l'État du Mississippi fait sécession.

### Novembre

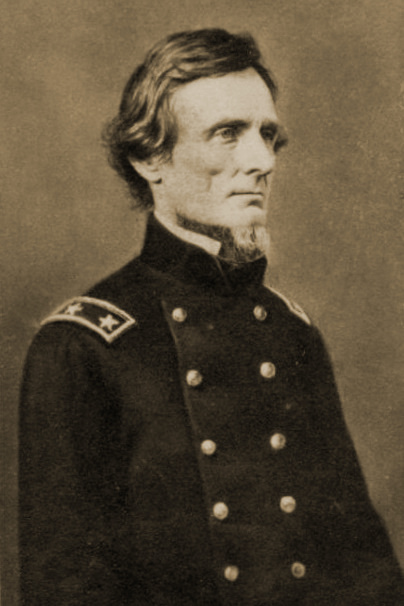
6 novembre : Jefferson Davis

- 1er novembre : George McClellan devient Commanding General of the United States Army.
- 3-7 novembre : bataille de Port Royal. Victoire de l'Union à Port Royal Sound, un bras de mer dans le Comté de Beaufort (Caroline du Sud).
- 6 novembre : Jefferson Davis est élu président des États confédérés d'Amérique pour un mandat de 6 ans.
- 7 novembre : bataille de Belmont dans le Comté de Mississippi (Missouri), indécise.
- 8 novembre : affaire du Trent. L’USS San Jacinto, frégate de la Marine des États-Unis force le paquebot britannique Trent à l'arrêt et fait débarquer James M. Mason et John Slidell qui a pour mission d’amener les gouvernements français et britanniques à reconnaître officiellement l'existence de la nation sudiste.
- 9 novembre : première publication publication du journal Stars and Stripes par des soldats du 11e, 18e et 29e Régiments de l'Illinois stationnés à Bloomfield (Missouri)[6].
- 19 novembre, opérations pour le contrôle du territoire indien : victoire des unités confédérées, indiennes et texanes sur une troupe d'indiens fidèles à l'Union, à la bataille de Round Mountain peut-être dans le Comté de Payne (Oklahoma).
- 28 novembre : le Missouri est admis par les États confédérés d'Amérique.
- 30 novembre, Affaire du Trent : le ministre des affaires étrangères britannique recommande à son ambassadeur de s’abstenir de toute menace envers les États-Unis pendant une semaine, délai accordé pour laisser au gouvernement la possibilité de reconnaître ses torts et de prendre des mesures visant à libérer les prisonniers. Pendant cette période, le gouvernement français assure officiellement le Royaume-Uni de son soutien en cas de guerre.

### Décembre
- 9 décembre, opérations pour le contrôle du territoire indien : victoire des Confédérés à la bataille de Chusto-Talasah dans le comté de Tulsa (Oklahoma).
- 10 décembre : le Kentucky est admis par les États confédérés d'Amérique.
- 13 décembre, opérations en Virginie-Occidentale : victoire indécise dans le comté de Pocahontas (Virginie-Occidentale) à la bataille de Camp Alleghany.
- 20 décembre : victoire de l'Union à la bataille de Dranesville dans le comté de Fairfax (Virginie).
- 26 décembre, opérations pour le contrôle du territoire indien : victoire des Confédérés à la bataille de Chustenahlah dans le Comté d'Osage (Oklahoma).
- 27 décembre, affaire du Trent : James M. Mason et John Slidell sont libérés et débarquent finalement à Liverpool quelque temps plus tard dans l’anonymat et l’indifférence générale.
- 28 décembre, opérations dans le Nord-est du Missouri : victoire de l'Union à la bataille de Mount Zion Church dans le Comté de Boone (Missouri).
- Décembre-janvier 1862 : grande inondation dans l'Oregon, au Nevada et en Californie.

## Sans date précise
- Guerre civile américaine : 

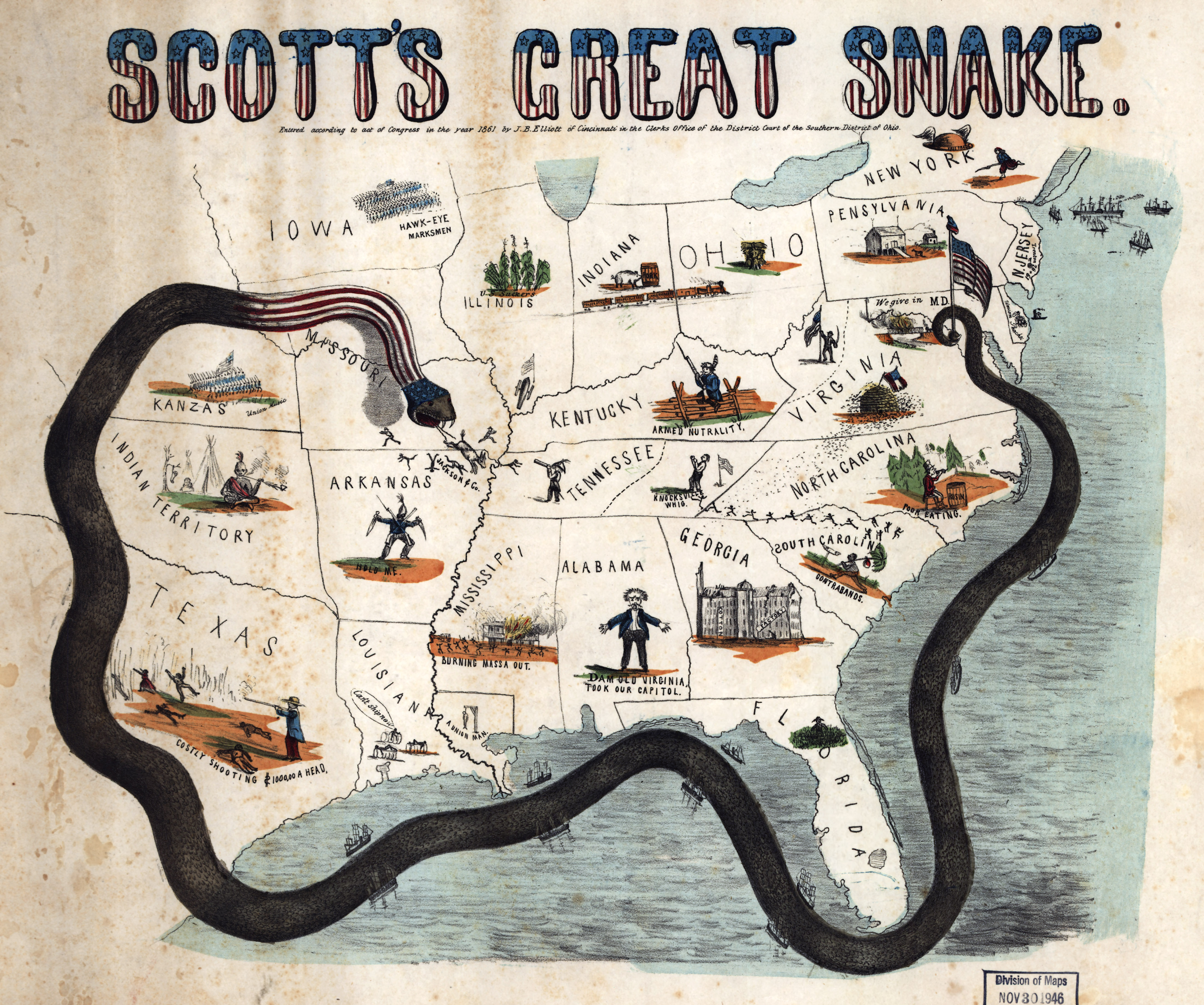
Carte du blocus datant de 1861.

  - Plan Anaconda : Blocus maritime nordiste pour empêcher le ravitaillement du Sud (1861-1862).
- Envoi au Congrès de nombreuses pétitions exigeant l’émancipation des esclaves entre 1861 et 1862.
- Fondation du Massachusetts Institute of Technology à Cambridge (Massachusetts).
- Fondation de l’université de Washington.

## Naissances
- 30 janvier : Charles Martin Loeffler, (né à Mulhouse - décédé le 19 mai 1935 à Medfield), était un compositeur américain, né allemand.
- 11 mai : Frederick Russell Burnham, (décédé le 1er septembre 1947), était un éclaireur et un aventurier connu pour son service lors des guerres indiennes et dans l'armée britannique en Afrique coloniale et pour avoir enseigné des techniques de survie à Robert Baden-Powell, devenant ainsi l'une des sources d'inspiration de la création du scoutisme.
- 15 juin : Ernestine Schumann-Heink, cantatrice tchèque, naturalisée américaine.
- 20 septembre : Herbert Putnam, (décédé le 14 août 1955), a été bibliothécaire de la Bibliothèque du Congrès des États-Unis de 1899 à 1939.
- 30 septembre : William Wrigley Jr., (décédé le 26 janvier 1932), était un homme d'affaires. Il est le fondateur de la société Wm. Wrigley Jr. Company, créée le 11 avril 1891, et dont la principale activité est la production de chewing-gum.
- 4 octobre : Frederic Remington, (décédé le 26 décembre 1909), était un peintre, dessinateur et sculpteur spécialisé dans la description de l'Ouest américain.

## Décès
- 4 avril : John McLean, juge à la cour suprême.
- 3 juin : Stephen A. Douglas, mort le 3 juin 1861, était un homme politique américain de l'Illinois, connu pour avoir fait voter l'acte Kansas-Nebraska en 1854. Il a battu Abraham Lincoln lors des élections sénatoriales de 1858 dans l'Illinois, avant d'être lui-même défait, en tant que candidat démocrate dans le Nord, à l'élection présidentielle de 1860.

#### Articles généraux
- Histoire des États-Unis de 1776 à 1865
- Évolution territoriale des États-Unis
- Ruée vers l'or de Pikes Peak
- Guerre civile américaine
- États confédérés d'Amérique
- Liste des batailles de la guerre de Sécession
- Blocus de l'Union

#### Articles sur l'année 1861 aux États-Unis
- Drapeau des États-Unis
- Traité de Fort Wise
- Affaire du Trent
- Constitution des États confédérés
- Émeute de Baltimore
- Fort Corcoran
- Plan Anaconda
- Bataille d'Aquia Creek
- Bataille de Ball's Bluff
- Bataille de Big Bethel
- Bataille de Blackburn's Ford
- Bataille de Boonville
- Première bataille de Bull Run
- Ordre de bataille lors de la première bataille de Bull Run
- Bataille de Carthage (1861)
- Bataille de Fort Sumter
- Bataille de Hoke's Run
- Bataille de Philippi
- Bataille de Port Royal
- Bataille de Rich Mountain
- Bataille de Round Mountain
- Bataille de Santa Rosa Island
- Bataille de Sewell's Point
- Bataille de Wilson's Creek